# Carl Gummeson
Carl Gummeson, född 20 januari 1869 i Karlshamn, död 19 februari 1941 i Stockholm, var en svensk konsthandlare, grundare av Galleri Gummeson.
Carl Gummeson var son till tullinspektören Klas Gummeson. Efter skolgång vid Norrköpings högre allmänna läroverk praktiserade Gummeson som bokhandelsmedhjälpare i Sverige och Tyskland. 1914 öppnade han en konstsalong på Strandvägen i Stockholm, som länge var den enda där modernistisk konst kunde ställas ut i samlade utställningar. Han introducerade bland annat Vasilij Kandinskij och visade Leander Engström och Isaac Grünewald innan de blivit kända. Gummeson var en många avseenden originell person, bland annat höll han på att ta 50 öre i entré i sitt galleri, då han menade att det borde ett högtidligt tillfälle att handla konst, inte någon vanlig "shopping".